# Cotton Valley
Cotton Valley is een plaats (town) in de Amerikaanse staat Louisiana, en valt bestuurlijk gezien onder Webster Parish.

## Demografie
Bij de volkstelling in 2000 werd het aantal inwoners vastgesteld op 1189.
In 2006 is het aantal inwoners door het United States Census Bureau geschat op 1165, een daling van 24 (-2,0%).

## Geografie
Volgens het United States Census Bureau beslaat de plaats een oppervlakte van
6,8 km², geheel bestaande uit land. Cotton Valley ligt op ongeveer 72 m boven zeeniveau.

## Plaatsen in de nabije omgeving
De onderstaande figuur toont nabijgelegen plaatsen in een straal van 28 km rond Cotton Valley.